# Tetrabutylsilan
Tetrabutylsilan ist eine chemische Verbindung aus der Gruppe der siliciumorganischen Verbindungen.

## Gewinnung und Darstellung
Tetrabutylsilan kann durch Umsetzung von Siliciumtetrachlorid mit Butyllithium in Diethylether hergestellt werden:
{\displaystyle {\ce {SiCl4{}+4LiC4H9->[\mathrm {Et_{2}O} ][]Si(C4H9)4{}+4LiCl}}}

## Eigenschaften

### Physikalische Eigenschaften
Tetrabutylsilan ist eine klare, farblose Flüssigkeit mit schwachem Eigengeruch, einem Brechungsindex von 1,4465 und einem Flammpunkt von 119,1 °C.

### Chemische Eigenschaften
Wie die analogen Verbindungen von Blei und Germanium reagiert auch Tetrabutylsilan beim Erhitzen mit elementarem Schwefel. Im Gegensatz zu diesen bildet sich allerdings nicht das entsprechende Metallsulfid, sondern bei 240 °C Hexabutyldisilthian
{\displaystyle {\ce {2 Si(C4H9)4 + 2 S -> S(C4H9)2 + S(Si(C4H9)3)2}}}